# 2008年杭州地铁工地坍塌事故
2008年杭州地铁工地坍塌事故是杭州地铁一号线施工工地发生的一起重大坍塌事故。

## 事故發展及結果
2008年11月15日15:20，杭州地铁一号线湘湖站“北2基坑”施工工地发生大面积地面坍塌，导致10多辆当时在路面行驶的汽车陷入坍塌处，50多人被活埋；而坍塌造成附近自来水钢管爆裂，大量的水迅速涌进坑处，淹没事故现场，使用救援难度大大增加。造成21人罹难、重伤1人、轻伤3人，直接经济损失达人民幣4962万余元的重大事故。有19人送医院抢救和治疗。杭州地铁的全线施工紧急暂停。
浙江省安全生产监督管理局认定，事故发生的直接原因是施工单位违规施工、冒险作业，施工过程中基坑严重超挖，支撑体系存在严重缺陷，且钢管支撑架设不及时，垫层未及时浇筑，加之基坑监测失效，未采取有效补救措施，造成基坑周边地面塌陷。
2011年5月19日，浙江省杭州市萧山区人民法院对“11•15”杭州地铁湘湖站坍塌事故中的八名相关责任人（原中铁四局集团第六工程有限公司杭州地铁1号线湘湖站项目部常务副经理、项目部总工程师、项目部质检部部长、项目部监测员、项目部监测负责人、项目部经理、项目部施工监理单位总监代表、项目部业主代表）作出一审判决，以《中华人民共和国刑法》重大责任事故罪分别处以三至六年有期徒刑。